# Караваи (Полтавская область)
Караваи (укр. Короваї) — село,
Караваевский сельский совет,
Гребёнковский район,
Полтавская область,
Украина.
Код КОАТУУ — 5320881901. Население по переписи 2001 года составляло 856 человек.
Является административным центром Караваевского сельского совета, в который, кроме того, входит село
Лутайка.

## Географическое положение
Село Караваи находится на левом берегу реки Гнилая Оржица,
выше по течению на расстоянии в 4,5 км расположено село Кулажинцы,
ниже по течению на расстоянии в 1 км расположено село Лутайка,
на противоположном берегу — село Полевое.
По селу протекает пересыхающий ручей с запрудами.

### История
Село указано на подробной карте Российской Империи и близлежащих заграничных владений 1816 года.
Документы церквей в основном находятся в Полтавском обласном архиве, но некоторые документы 17 века Петропавловской церкви в Черниговском обласном и историческом архиве Украине в г. Киеве
- Молочно-товарная ферма.

## Объекты социальной сферы
- Школа.